# Bierkade (Hoorn)
De Bierkade is een straat, gelegen op het kunstmatige eiland Venidse, in de Noord-Hollandse stad Hoorn. De kade is aan de zuidzijde bebouwd met hoofdzakelijk (voormalige) pakhuizen en een aantal woningen. Aan de noordzijde ligt de Appelhaven, die in 1420 is gegraven. Door middel van de Appelbrug en de Engeltjesbrug is de kade verbonden met de overige straten van Hoorn.

## Geschiedenis
Ronds 1420 werd ten zuiden van het Grote Oost de nieuwe Appelhaven gegraven. Met de uitgegraven grond werden kades gebouwd zoals die van de Appelhaven, Bierkade, maar ook die van de Nieuwendam en het terrein rondom de latere Lindestraat. Achter de Lindestraat zou ook het terrein voor de schutterij, de latere Oude Doelenkade, komen. In deze tijd was het latere Venidse nog een schiereiland. Het eiland ontstond in 1558, doordat de doorsteek via de Korenmarkt naar de Appelhaven werd gegraven. Het eiland dat toen werd gevormd werd in zijn geheel Venidze genoemd. In 1649 (kaart van Joan Bleau) werd de straat ook nog Venidse genoemd. De naam Bierkade wordt in de 18e eeuw voor het eerst vastgelegd. De naam zal echter ouder zijn, omdat bierschepen uit onder andere Bremen en Hamburg hier al veel eerder hun ladingen losten en de bierdragers er gevestigd waren. Het pakhuis op Bierkade 2 heeft ook een gevelsteen uit 1618 met tonnendragers en een schip er op afgebeeld. In de eerste helft van de 19e eeuw is nog enige tijd de naam Biersluis gebruikt.
In 1983 werd de kade gerestaureerd, waarbij deze ook verlegd werd, zodat de straat beter toegankelijk werd voor auto’s en vrachtwagens. De straat werd vrijwel afgesloten en om deze bereikbaar te houden werden er drie tijdelijke dammen aangelegd.
Tussen 1994 en 2011 was het Museum van de Twintigste Eeuw in de pakhuizen Gouda en Alkmaar (Bierkade 4) gevestigd.

## Verloop
De straat loopt van de Appelbrug op het noordwesten van het eiland, met direct ernaast een klein omheind parkje, naar de Engeltjesbrug op de noordoostelijke punt om daar op de Korenmarkt aan te sluiten. Tussen Bierkade 10 en 11 ligt de Knipboogsteeg, waardoor de Bierkade en de achtergelegen Venidse op drie plekken met elkaar in verbinding staan. Bij de beide bruggen sluit de Bierkade ook aan op de straat Venidse.

## Monumenten
Aan de Bierkade staan een aantal rijksmonumenten en een gemeentelijk monument. Het eiland wordt middels twee monumentale bruggen verbonden met de Appelhaven en de Korenmarkt.

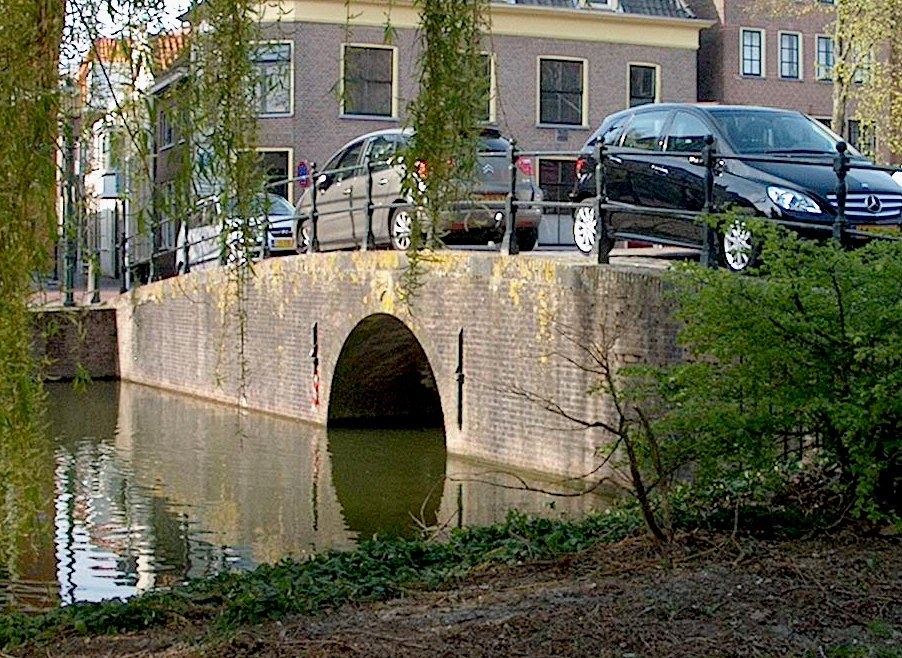
De Appelbrug
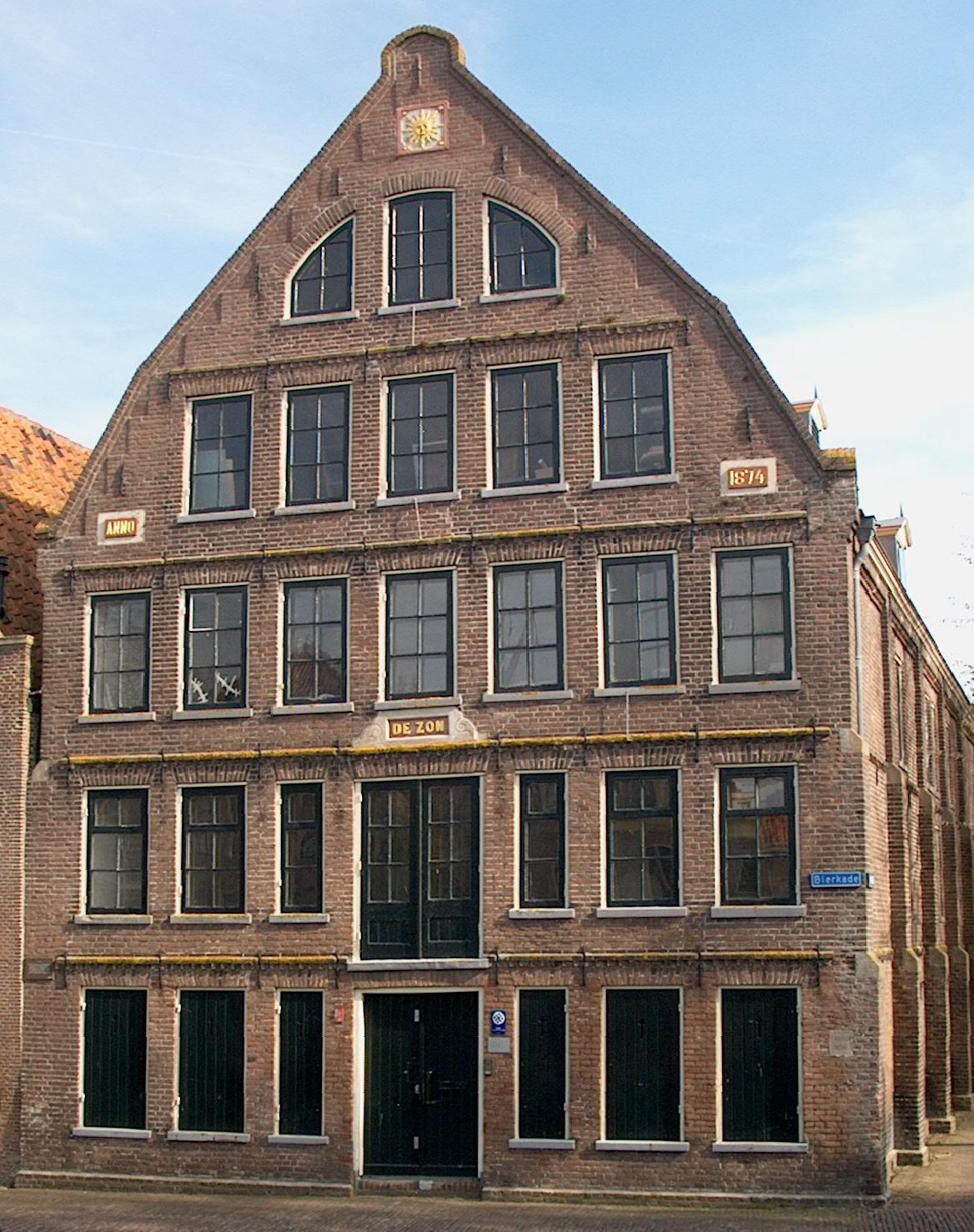
Bierkade 1, ontworpen door A.C. Bleijs
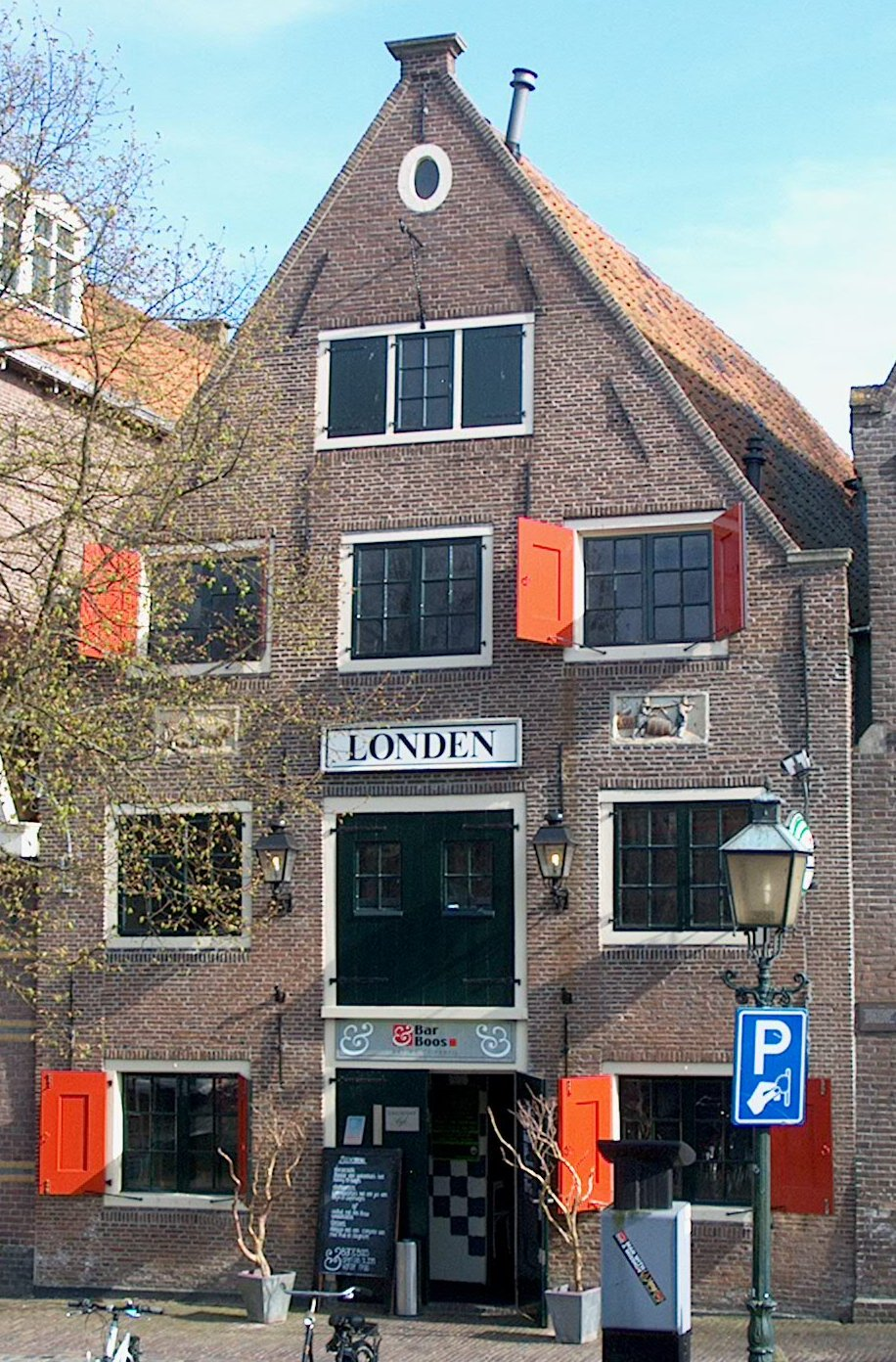
Bierkade 2
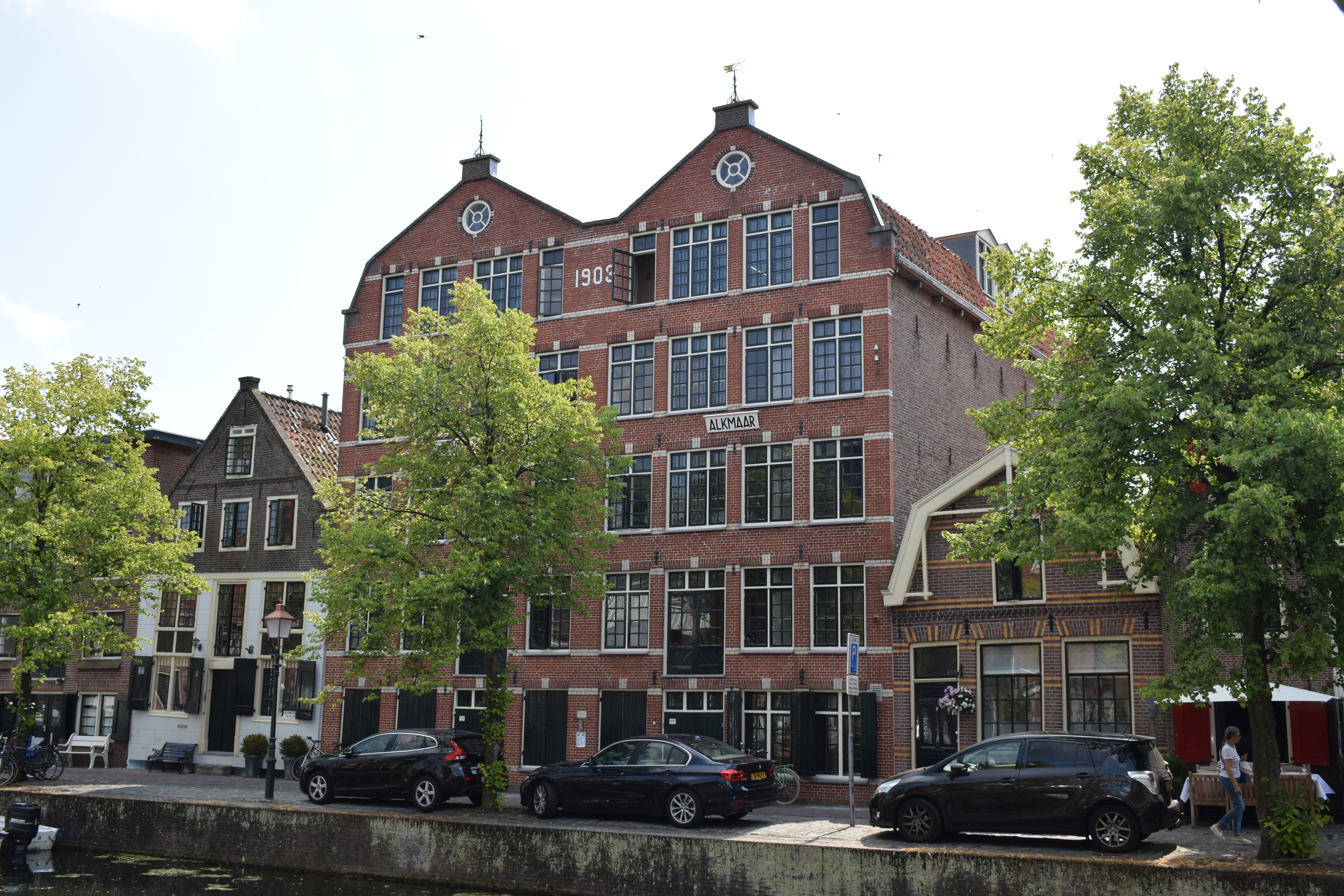
De pakhuizen Gouda en Alkmaar, voormalige Museum van de Twintigste Eeuw
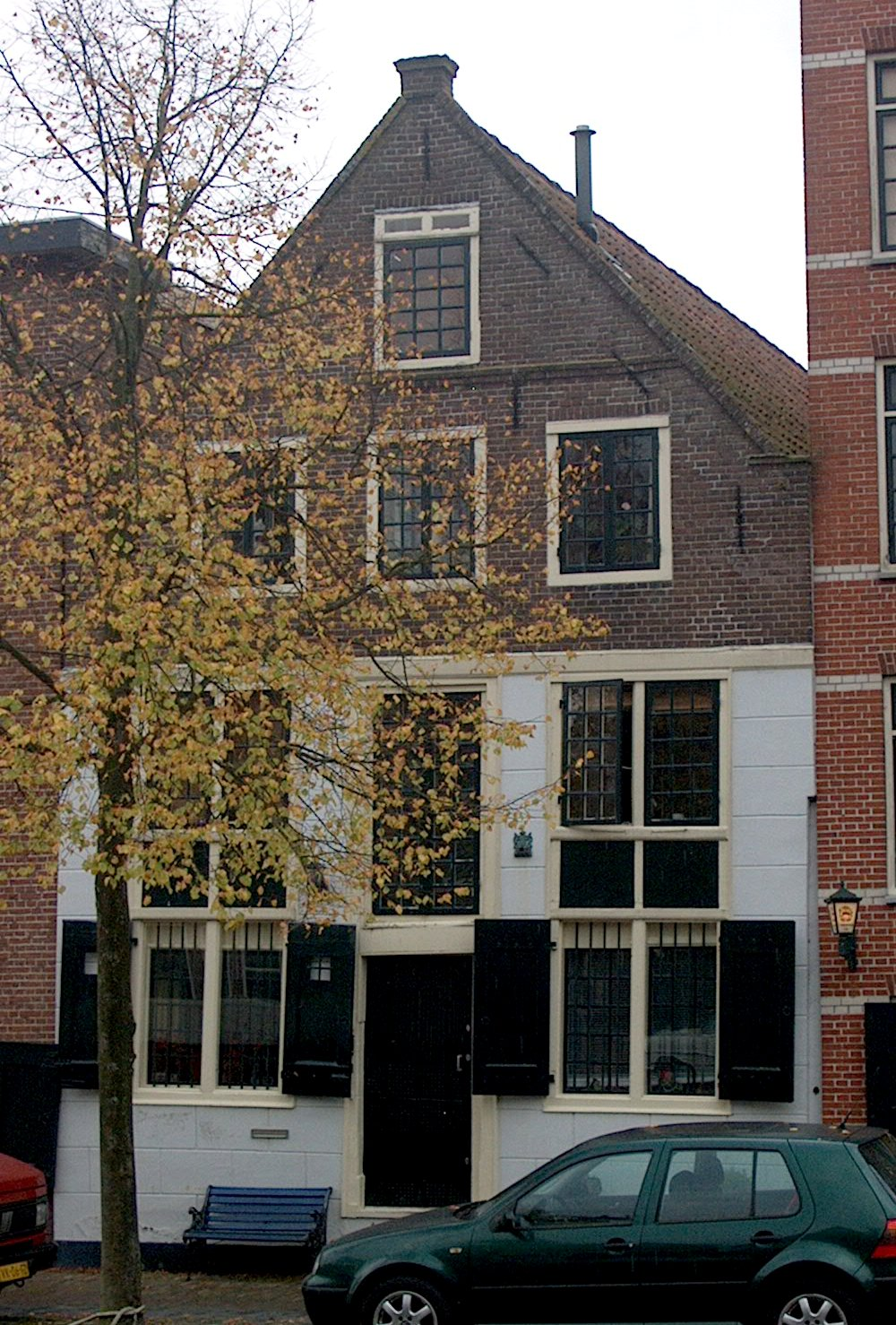
Bierkade 5
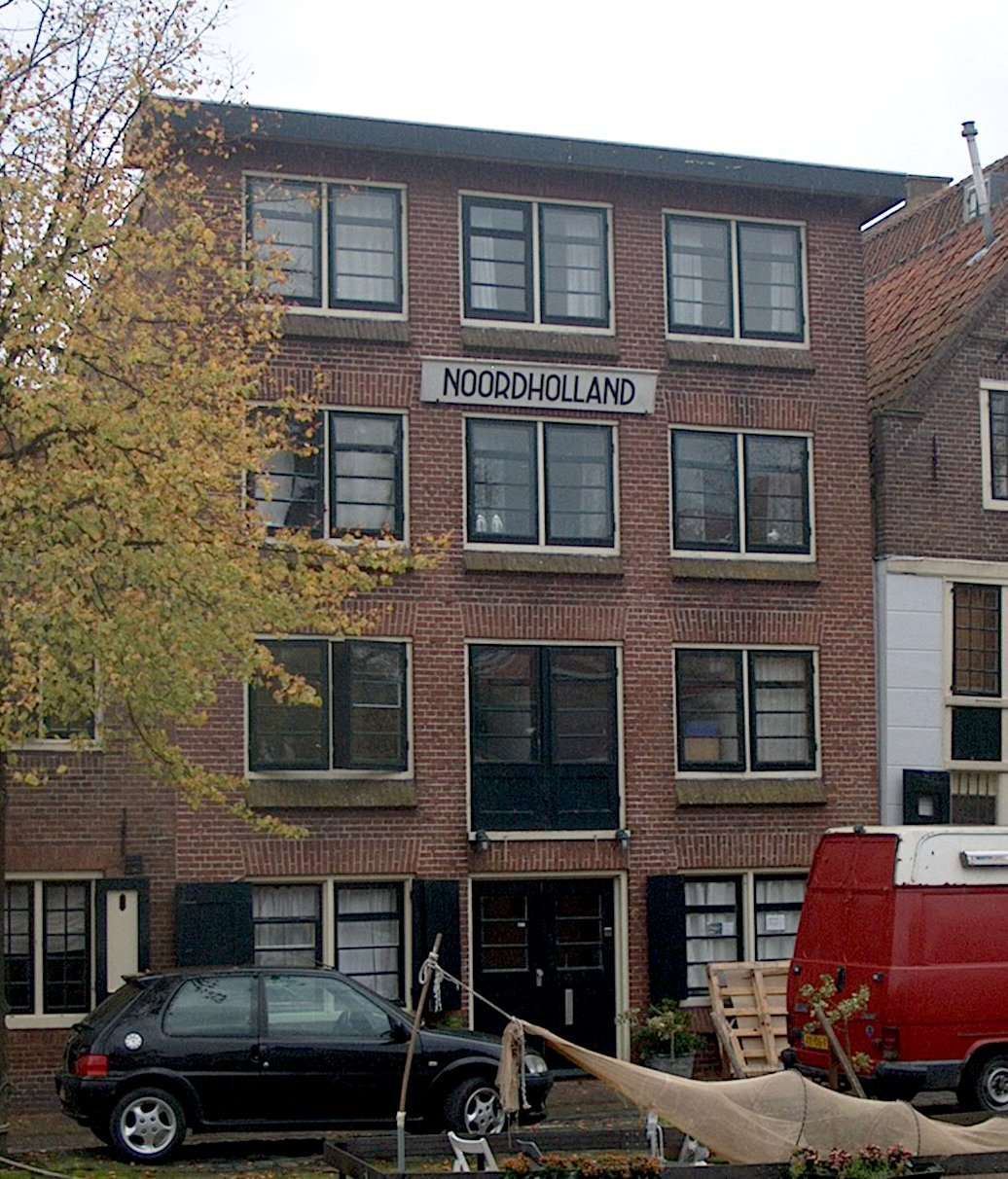
Bierkade 6
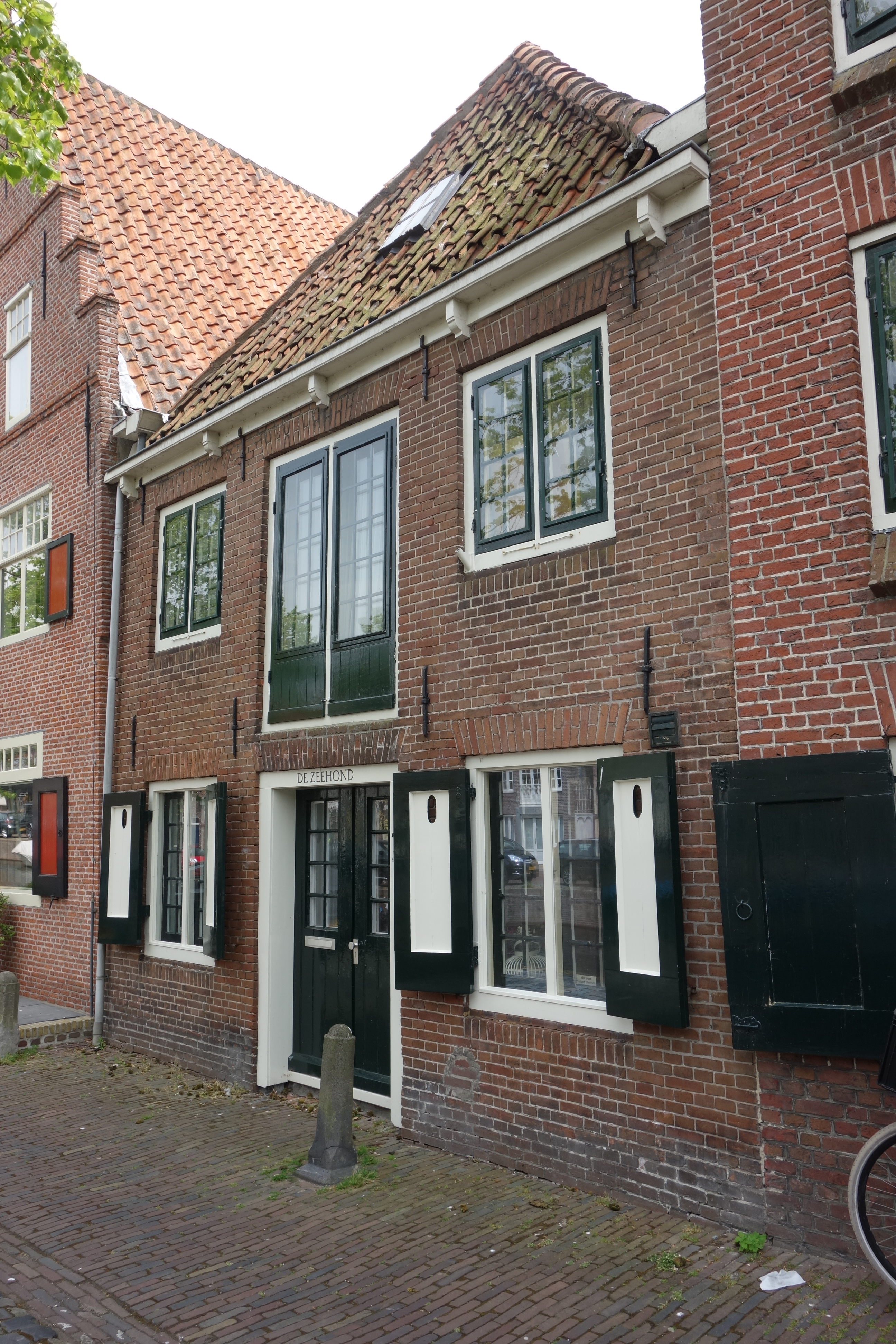
Bierkade 7, gemeentelijk monument
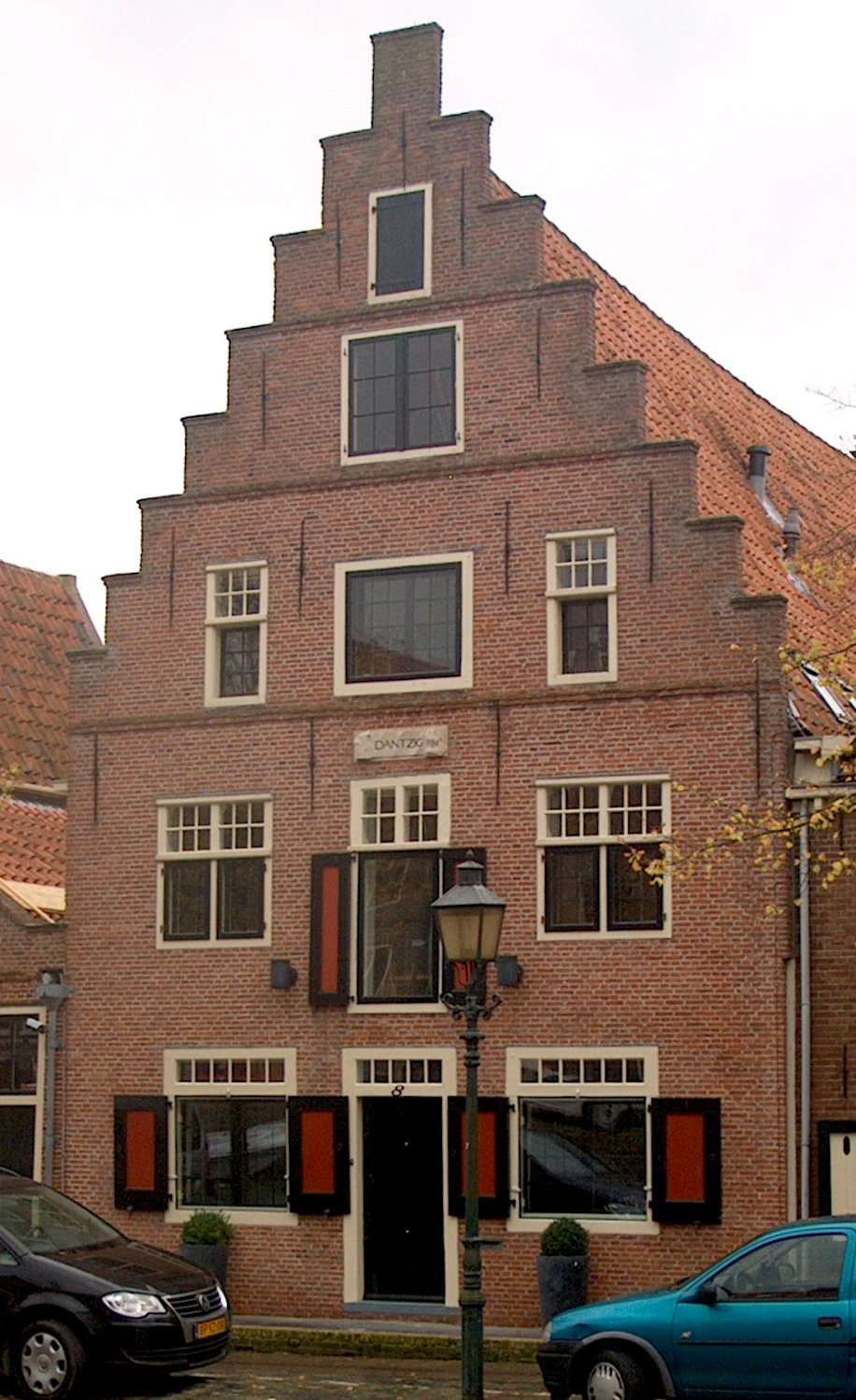
Bierkade 8
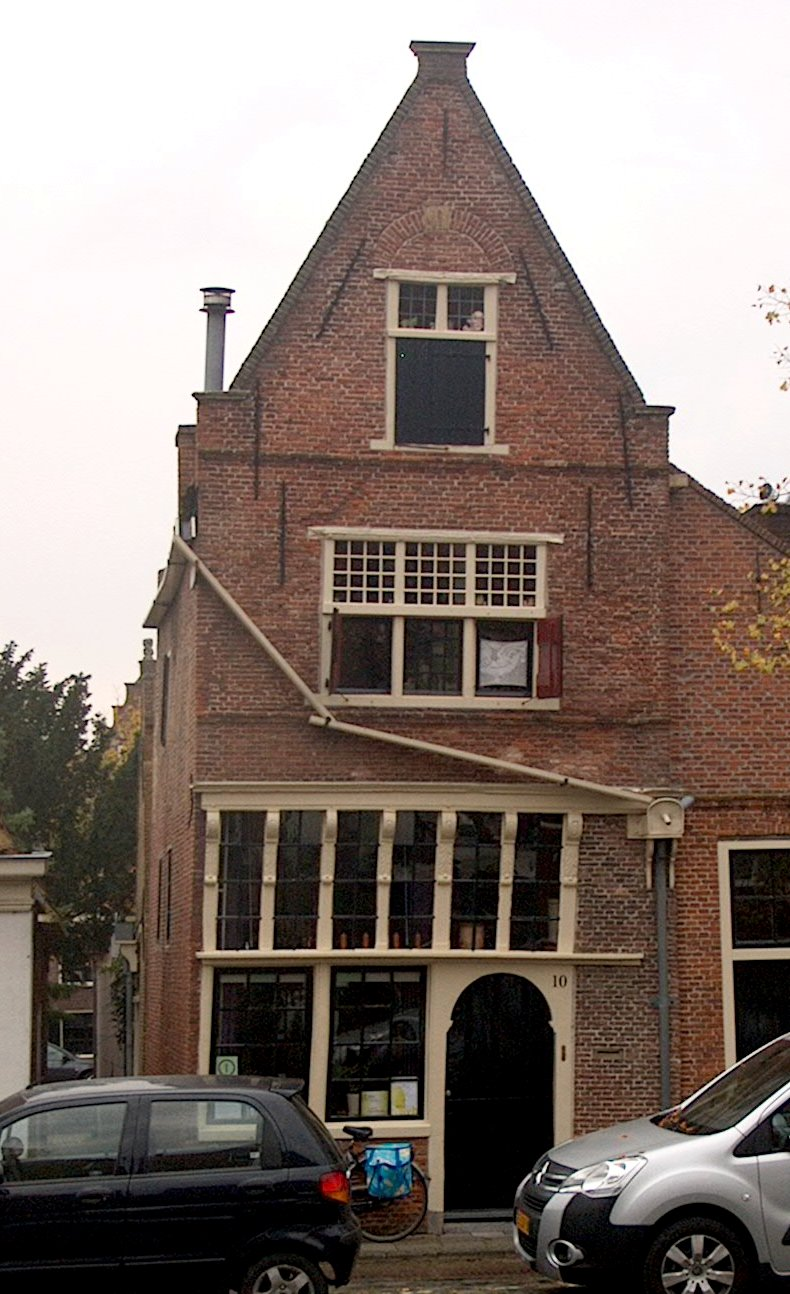
Bierkade 10
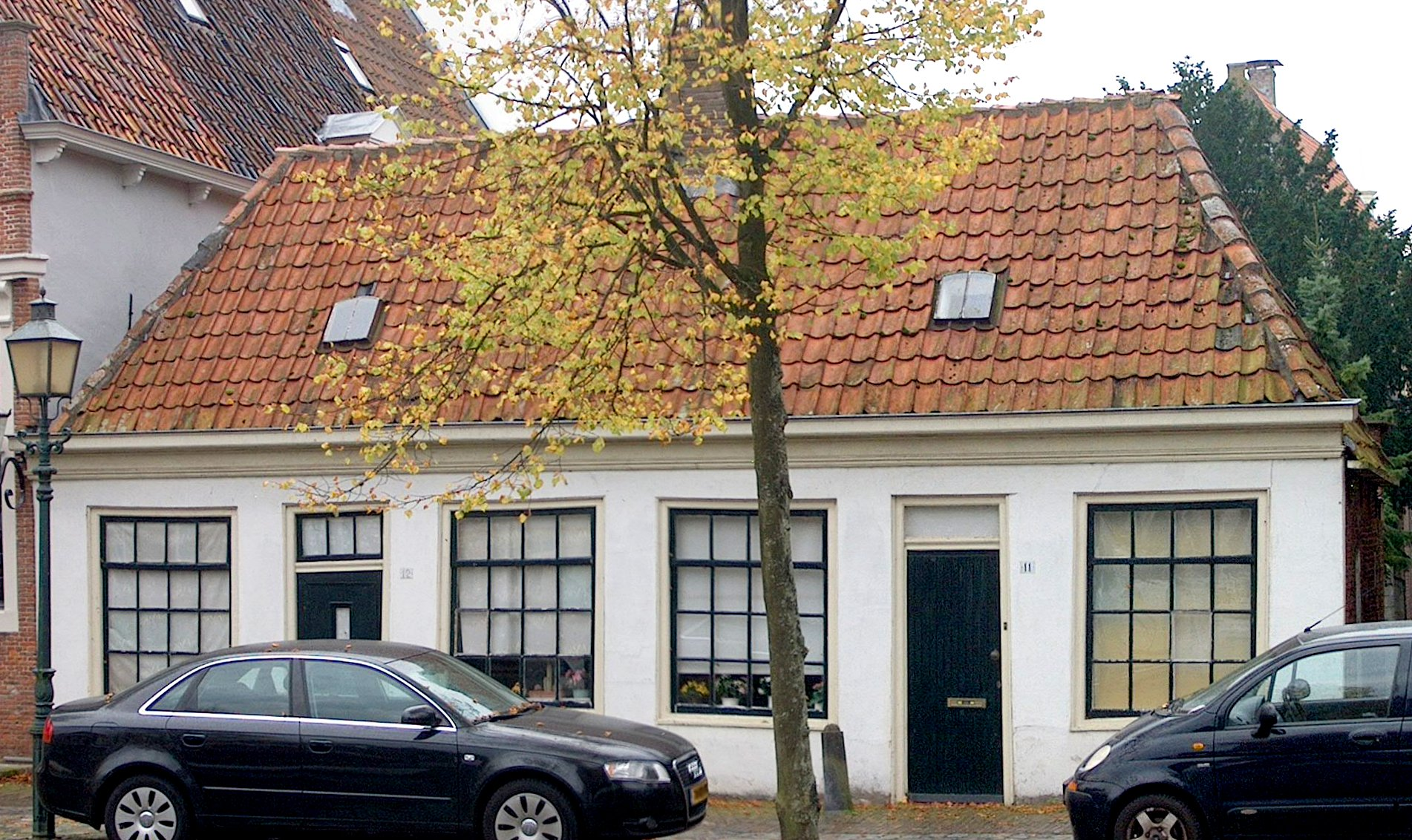
Bierkade 12
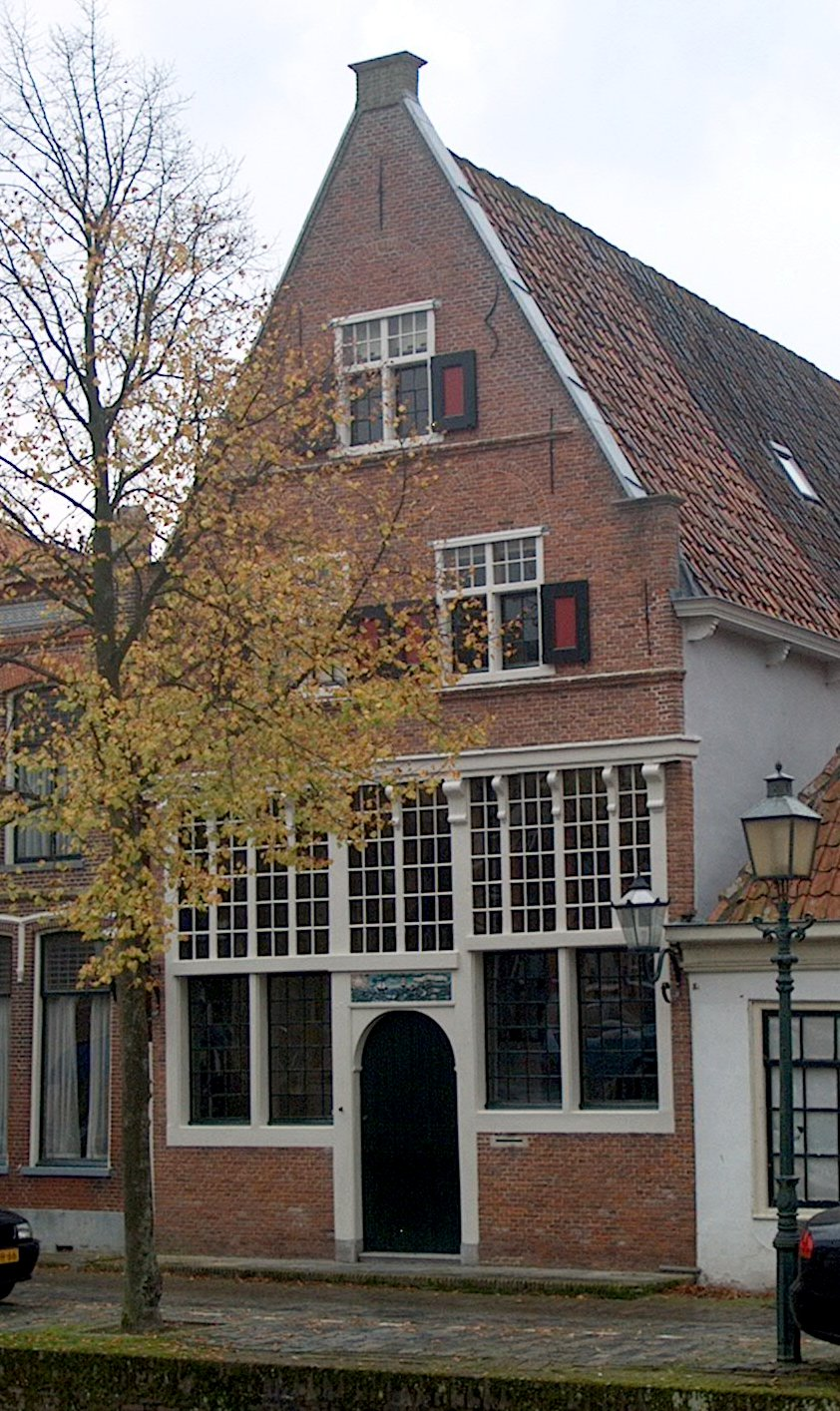
Bierkade 13
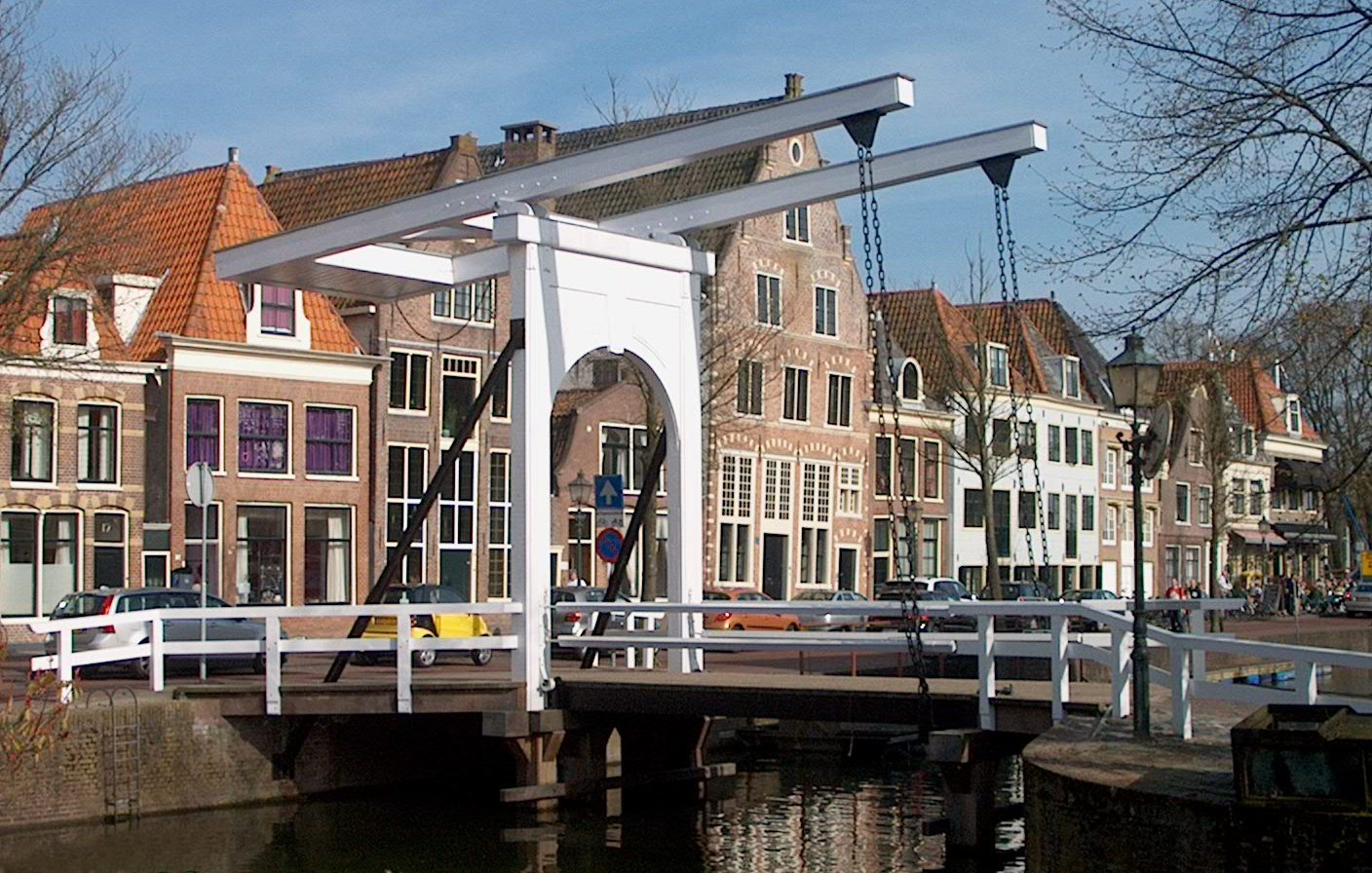
De Engelstjesbrug, met op de achtergrond de Korenmarkt

Straten: ABC
· Achter de Vest
· Achter op 't Zand
· Achterom
· Achterstraat
· Appelhaven
· Baanstraat
· Bierkade
· Binnenluiendijk
· Breed
· Breestraat
· Buurtje
· Dal
· Draafsingel
· Dubbele Buurt
· G.J. Henninkstraat
· Gasfabriekstraat
· Gedempte Appelhaven
· Gedempte Turfhaven
· Gerritsland
· Gouw
· Grashaven
· Gravenstraat
· Grote Noord
· Grote Oost
· Hoge Vest
· Jeudje
· Italiaanse Zeedijk
· Keern (gedeeltelijk)
· Kerkstraat
· Kleine Noord
· Kleine Oost
· Koepoortsweg (gedeeltelijk)
· Korenmarkt
· Korte Achterstraat
· Kruisstraat
· Kuil
· Lange Kerkstraat
· Lindestraat
· Munnickenveld
· Muntstraat
· Nieuwe Noord
· Nieuwendam
· Nieuwland
· Nieuwstraat
· Noorderstraat
· Onder de Boompjes
· Oude Doelenkade
· Pakhuisstraat
· Peperstraat
· Ramen
· Scharloo
· Schuijteskade
· Slapershaven
· Spoorstraat
· Trommelstraat
· Turfhaven
· Veemarkt
· Veermanskade
· Venidse
· Vijzelstraat
· Vismarkt
· Visserseiland
· Vollerswaal
· West
· Westerdijk
· Wisselstraat
· Zon

Pleinen: De Driestal
· Kazerneplein
· Kerkplein
· Koepoortsplein
· Noorderveemarkt
· Roode Steen
· Vale Hen

Stegen: 't Glop
· Appelsteeg
· Arminiaanse Glop
· Bagijnensteeg
· Bottelsteeg
· Bottersteeg
· Broeksteeg
· Brouwerijsteeg
· Clara's Klooster
· De Zak
· Duinsteeg
· Foreestensteeg
· Geldersesteeg
· Gortsteeg
· Hanekamsteeg
· Hemelsteeg
· Hoogesteeg
· Jan Haringsteeg
· Jan van Necksteeg
· Jeroenensteeg
· Kleine Havensteeg
· Kloppoort
· Knipboogsteeg
· Mallegomsteeg
· Melknapsteeg
· Molsteeg
· Mosterdsteeg
· Nieuwsteeg
· Oosterkerksteeg
· Paardensteeg
· Paradijssteeg
· Pieterseliesteeg
· Pompsteeg
· Proostensteeg
· Schellinkhoutersteeg
· Schoolsteeg
· Schotland
· Sliep Schaar en Messteeg
· Slijksteeg
· Smelterssteeg
· Tempelsteeg
· Turfsteeg
· Watertje
· Wester St. Jansteeg
· Wijdebrugsteeg
· Wijdesteeg
· Zevenhoeksesteeg
· Zoutkeetsteeg